# 金氏軟杜父魚
金氏軟杜父魚，為輻鰭魚綱鮋形目杜父魚亞目隱棘杜父魚科的其中一種，為溫帶海水魚，分布於西北太平洋日本北部海域，棲息深度27-1025公尺，本魚體色灰色到淡褐色背面,腹面顏色較淡，有深色細的斑點，一些不規則的褐色斑塊在背面上，側邊上有淡色的斑點，在有鰭條的背鰭、尾鰭、與胸鰭上具淡色的條紋，背鰭硬棘8-9枚、背鰭軟條14-15枚、臀鰭軟條11-12枚，體長可達20公分，棲息在軟底質底層水域，生活習性不明，可做為遊釣魚。

## 扩展阅读
維基物種上的相關：金氏軟杜父魚